# Europæisk løve
Europæiske løve (Panthera leo europaea) er en uddød underart af løven, eller muligvis huleløven Panthera leo spelaea og altså meget nært beslægtet med den nulevende løve; dens status som underart er ikke videnskabligt bekræftet. Den uddøde omkring 100 e. Kr. som følge af kraftig jagt fra romere og grækere. Den levede på Balkan, den apenniniske halvø, i det sydlige Frankrig og på den iberiske halvø.
De evolutionære forhold mellem løvens (Panthera leo) forskellige underarter er ikke helt tydelig. Paleontologerne anser at Atlasløven (Panthera leo leo) udviklede sig fra en population af europæiske løver (Panthera leo europaea), der i sig selv stammer fra asiatiske løver (Panthera leo persica), som stadig levede, omend i faldende antal, i dagens Indien. 

## Løver i det Antikke Grækenland
Herodot skrev eksempelvis om at løver fandtes ved floderne Acheloos og Nestos og var almindelige mellem Athos og Thermi i det Antikke Grækenland omkring 480 f.Kr.; de angreb pakkameler tilhørende den persiske konge Xerxes under hans march igennem landet. Aristoteles betragtede dem som sjældne i 300 f.Kr., og ved 100 e.Kr. var de stort set udryddet,

## Løver i Romerriget
Under romertiden holdt kejseren løver, der var beregnet til at tage del i gladiatorkampe eller henrettelser. Kendte romere, såsom Sulla, Pompejus og Julius Cæsar, beordrede ofte masseslagtninger af flere hundrede løver ad gangen.
Da Commodus omkring år 190 e.Kr. hørte, at en bestiarius (= gladiator, som kæmpede mod vilde dyr), Julius Alexander, havde dræbt en løve fra hesteryg, blev Commodus misundelig og fik ham henrettet.
Det var Atlasløven (Panthera leo leo) som romerne brugte i arenaen til at kæmpe mod gladiatorer. Den er den største af alle løve-underarter.
Den levede i Nordafrika, fra Marokko til Egypten og uddøde i naturen i første halvdel af 1900-tallet.
Damnatio ad bestias (latin frit oversat - henrettelse ved dyr) var en form for dødsstraf i Romerriget, hvor fangen fik lov til at kæmpe til døden mod vilde dyr, normalt løver men også andre større katte. Denne forlængelse af døden var tidligere forbeholdt slaver. I det tidlige imperium, kunne de der konverterede til kristendommen mister deres status som honestiores, især hvis de afviste at opfylde de religiøse aspekter af deres samfundsmæssige ansvar, og blev dermed underlagt straffe, som skabte betingelserne for martyrdom.

## Forhistoriske underarter i Europa
- Panthera leo fossilis tidlig europæisk huleløve fra mellem pleistocæn. Den er første gang registreret som fossil i Europa for 700.000 år siden og var udbredt for omkring 500.000 år siden; der er blevet fundet fossiler i Tyskland og ved Isernia i Italien. Underarten var større end nutidens afrikanske løver og kunne blive på størrelse med den amerikanske huleløve.[10]

- Panthera leo spelaea, kendt som huleløven opstod i Eurasien for 300.000 og anses være udviklet fra Panthera leo fossilis. Den forsvandt for omkring 10.000 år siden og dette kan have skyldtes, at den pleistocæne megafauna uddøde.[11]Denne art er kendt fra hulemalerier fra ældre stenalder (som vist til højre) samt elfenbensfigurer og andet,[12] der tyder på at den havde udstående ører, haledusk, måske svage tigerlignende striber og at i det mindste nogle havde krave eller primitiv manke omkring halsen, det vil sige muligvis hanner.